# Rolf Gröndahl
Rolf Gröndahl (ur. 29 marca 1935 w Borås) – szwedzki kierowca wyścigowy.

## Kariera
W 1967 roku zadebiutował Cooperem w Szwedzkiej Formule 3, chociaż nie zdobył wówczas ani jednego punktu. W sezonie 1968 używał Brabhama i zdobył pierwsze punkty – podczas zawodów Västkustloppet. W zawodach Västkustloppet 1970 zdobył swoje pierwsze podium. Rok później zdobył drugie podium (na torze Anderstorp), zajął ponadto trzecie miejsce w klasyfikacji końcowej.
Ścigał się również w Danii, Finlandii oraz NRD. Wygrał trzy wyścigi w swoich startach w NRD.

## Wyniki
| Legenda oznaczeń w tabelach wyników Wyświetl szablon na nowej stronie | Legenda oznaczeń w tabelach wyników Wyświetl szablon na nowej stronie                                                                     |
| Oznaczenie                                                            | Wyjaśnienie |
| --------------------------------------------------------------------- | --- |
| Złoty                                                                 | Zwycięzca lub mistrzostwo |
| Srebrny                                                               | 2. miejsce lub wicemistrzostwo |
| Brązowy                                                               | 3. miejsce lub II wicemistrzostwo |
| Zielony                                                               | Ukończył, punktował (w klasyfikacji generalnej, gdy zdobył co najmniej jeden punkt na przestrzeni sezonu, poza trzema powyższymi opcjami) |
| Niebieski                                                             | Ukończył, nie punktował (w klasyfikacji generalnej, gdy nie zdobył co najmniej jednego punktu na przestrzeni sezonu)                      |
| Czerwony                                                              | Nie zakwalifikował się (NZ) |
| Czerwony                                                              | Nie prekwalifikował się (NPK) |
| Różowy                                                                | Nie ukończył (NU) |
| Różowy                                                                | Niesklasyfikowany (NS) (w klasyfikacji generalnej, gdy nie został sklasyfikowany w żadnym wyścigu sezonu)                                 |
| Czarny                                                                | Zdyskwalifikowany (DK) |
| Czarny                                                                | Wykluczony (WYK/EX) |
| Biały                                                                 | Nie wystartował (NW) |
| Biały                                                                 | Kontuzjowany (K/INJ) |
| Biały                                                                 | Wyścig odwołany (OD/C) |
| Bez koloru                                                            | Został wycofany (WYC/WD) |
| Bez koloru                                                            | Nie przybył (NP/DNA) |
| Bez koloru                                                            | Nie brał udziału w treningach (NT/DNP) |
| Bez koloru                                                            | Nie został zgłoszony (–) |
| Pogrubienie                                                           | Start z pole position |
| Kursywa                                                               | Najszybsze okrążenie wyścigu |
| †                                                                     | Nie ukończył, ale jego rezultat został zaliczony ze względu na przejechanie więcej niż 90% dystansu wyścigu.                              |
| *                                                                     | Sezon w trakcie |
| 1/2/3                                                                 | Punktowana pozycja w sprincie kwalifikacyjnym                                                                                             |
| Lista systemów punktacji Formuły 1                                    | |

### Szwedzka Formuła 3
| Rok  | Zespół         | Samochód      | Silnik | Wyniki w poszczególnych eliminacjach | Wyniki w poszczególnych eliminacjach | Wyniki w poszczególnych eliminacjach | Wyniki w poszczególnych eliminacjach | Wyniki w poszczególnych eliminacjach | Wyniki w poszczególnych eliminacjach | Wyniki w poszczególnych eliminacjach | Pkt. | Msc. |
| ---- | -------------- | ------------- | ------ | ------------------------------------ | ------------------------------------ | ------------------------------------ | ------------------------------------ | ------------------------------------ | ------------------------------------ | ------------------------------------ | ---- | ---- |
| 1967 |                |               |        | Szwecja                              | Szwecja                              | Szwecja                              | Szwecja                              | Szwecja                              | Szwecja                              | Szwecja                              | 0    | NS   |
| 1967 | Vissefjärda MK | Cooper T76    | Ford   | ?                                    | 13                                   | 11                                   | -                                    | ?                                    | 16                                   | -                                    | 0    | NS   |
| 1968 |                |               |        | Szwecja                              | Szwecja                              | Szwecja                              | Szwecja                              |                                      |                                      |                                      | 3    | 7    |
| 1968 | Vissefjärda MK | Brabham BT21  | Ford   | NU                                   | 8                                    | 8                                    | 5                                    |                                      |                                      |                                      | 3    | 7    |
| 1969 |                |               |        | Szwecja                              | Szwecja                              | Szwecja                              | Szwecja                              |                                      |                                      |                                      | 1    | 13   |
| 1969 | Kalmar MK      | Brabham BT21B | Ford   | 6                                    | NU                                   | -                                    | -                                    |                                      |                                      |                                      | 1    | 13   |
| 1969 | Kalmar MK      | Tecno 69      | Ford   | -                                    | -                                    | NU                                   | -                                    |                                      |                                      |                                      | 1    | 13   |
| 1969 | Kalmar MK      | Tecno 68      | Ford   | -                                    | -                                    | -                                    | ?                                    |                                      |                                      |                                      | 1    | 13   |
| 1970 |                |               |        | Szwecja                              | Szwecja                              | Szwecja                              | Szwecja                              |                                      |                                      |                                      | 6    | 6    |
| 1970 | Kalmar MK      | Brabham BT28  | Ford   | 5                                    | 8                                    | NW                                   | -                                    |                                      |                                      |                                      | 6    | 6    |
| 1970 | Kalmar MK      | Brabham BT21B | Ford   | -                                    | -                                    | -                                    | 3                                    |                                      |                                      |                                      | 6    | 6    |
| 1971 |                |               |        | Szwecja                              | Szwecja                              | Szwecja                              | Szwecja                              |                                      |                                      |                                      | 9    | 3    |
| 1971 | Kalmar AK      | Brabham BT28  | Ford   | 5                                    | 3                                    | 4                                    | 7                                    |                                      |                                      |                                      | 9    | 3    |

### Wschodnioniemiecka Formuła 3
| Rok  | Zespół        | Samochód      | Silnik | Wyniki w poszczególnych eliminacjach | Wyniki w poszczególnych eliminacjach | Wyniki w poszczególnych eliminacjach | Wyniki w poszczególnych eliminacjach | Wyniki w poszczególnych eliminacjach | Pkt. | Msc. |
| ---- | ------------- | ------------- | ------ | ------------------------------------ | ------------------------------------ | ------------------------------------ | ------------------------------------ | ------------------------------------ | ---- | ---- |
| 1968 |               |               |        |                                      |                                      |                                      |                                      |                                      | 0    | NS   |
| 1968 | Rolf Gröndahl | Brabham BT21  | Ford   | 1                                    | -                                    | -                                    | -                                    |                                      | 0    | NS   |
| 1969 |               |               |        |                                      |                                      |                                      |                                      |                                      | 0    | NS   |
| 1969 | Rolf Gröndahl | Brabham BT21  | Ford   | 1                                    | -                                    | -                                    | -                                    |                                      | 0    | NS   |
| 1970 |               |               |        |                                      |                                      |                                      |                                      |                                      | 0    | NS   |
| 1970 | Rolf Gröndahl | Brabham BT21B | Ford   | 1                                    | -                                    | -                                    | -                                    | 2                                    | 0    | NS   |
| 1971 |               |               |        |                                      |                                      |                                      |                                      |                                      | 0    | NS   |
| 1971 | Rolf Gröndahl | Brabham BT28  | Ford   | -                                    | -                                    | -                                    | ?                                    | -                                    | 0    | NS   |